# Ernie Colón
Compléments
a travaillé pour Harvey Comics (1960-1980)
Ernie Colón (né le 13 juillet 1931 à San Juan au Porto Rico et mort le 8 août 2019 à Huntington dans l'État de New York) est un dessinateur de comics et lettreur américain.
Après avoir travaillé vingt ans chez Harvey Comics, des années 1960 à 1980, il travaille en artiste indépendant lorsque Harvey cesse de publier des comics. Dans les années 2000, il réalise plusieurs romans graphiques documentaires (biographies et adaptations de rapports d'investigations gouvernementaux).

## Biographie
Ernie Colón naît le 13 juillet 1931. Il commence à dessiner des comics dans les années 1960. Il est engagé par la maison d'édition Harvey Comics où il est d'abord lettreur. Par la suite il dessine aussi de nombreux comics pour cet éditeur. Bien que son nom n'apparaisse pas, conformément à la politique éditoriale décidée par Alfred Harvey, le dirigeant de Harvey Comics, on sait qu'il a dessiné des épisodes de nombreux comics pour enfants comme Casper le gentil fantôme, Richie Rich et Monster in My Pocket.Il travaille alors avec Sid Jacobson le responsable éditorial de Harvey. Il travaille aussi dans un tout autre registre pour les magazines d'horreur Vampirella, Creepy et Eerie publiés par Warren Publishing. En 1979, Gil Kane, malade, l'appelle pour le remplacer au dessin du comic strip Star Hawks. Il reste deux mois avant d'être remplacé par Howard Chaykin.
Lorsqu'au début des années 1980, Harvey Comics cesse de publier des comics, Ernie Colón se met à travailler en indépendant pour de nombreux éditeurs. Ainsi son nom se retrouve sur des comics publiés par DC Comics (Arak, Son of Thunder et Amethyst, Princess of Gemworld sur des scénarios de Dan Mishkin), Marvel Comics (Damage Control et Doom 2099), Valiant Comics (Magnus: Robot Fighter, etc. De 1982 à 1985, il est aussi responsable éditorial chez DC où il supervise les comics de  Arion, Lord of Atlantis, The Flash, Green Lantern et Wonder Woman.
À partir de 2005, il dessine le strip hebdomadaire SpyCat publié dans Weekly World News. La série dure jusqu'au 3 août 2007 date du dernier numéro de la revue. En 2006, il retrouve Sid Jacobson avec qui il produit plusieurs romans graphiques. C'est tout d'abord une adaptation du Rapport final de la commission nationale sur les attaques terroristes contre les États-Unis intitulé The 9/11 Report: A Graphic Adaptation suivi en 2008 de After 9/11: America's War on Terror. En 2009, ils publient A Graphic Biography: Che, et en 2010 Anne Frank : The Anne Frank House Authorized Graphic Biography. En 2014, avec Dan Mishkin au scénario, il adapte en un roman graphique intitulé The Warren Commission Report: A Graphic Investigation Into the Kennedy Assassination le rapport de la Commission Warren sur l'assassinat du président Kennedy. Il meurt le 8 août 2019 d'un cancer.

## Publications

### Atlas/Seaboard Comics
- Grim Ghost #1–3 (1975)
- Thrilling Adventure Stories #1 (1975)
- Tiger-Man #1 (1975)
- Weird Tales of the Macabre #1 (1975)

### DC Comics
- Amethyst, Princess of Gemworld #1–12 (1983–1984)
- Amethyst, Princess of Gemworld vol. 2 #1, 9–11, 13–16, Special #1 (1985–1986)
- Arak, Son of Thunder #1–14, 31, 37, Annual #1 (1981–1984)
- Atari Force vol. 2 #12 (1984)
- Blue Devil #6, 9 (1984–1985)
- The Brave and the Bold #179 (1981)
- Cosmic Boy #1–4 (1986–1987)
- DC Comics Presents #63 (1983)
- DC Graphic Novel #3 (1984)
- The Fury of Firestorm Annual #2 (1984)
- Heroes Against Hunger #1 (1986) (avec de nombreux autres artistes)
- House of Mystery #304–305 (I…Vampire) (1982)
- Legion of Super-Heroes vol. 2 #298 (Amethyst, Princess of Gemworld) (1983)
- Legion of Super-Heroes vol. 3 #11–12, 55, Annual #2 (1985–1988)
- Legionnaires 3 #1–4 (1986)
- Omega Men #31, Annual #2 (1985)
- Outsiders #9, 13 (1986)
- Scooby-Doo #2, 4, 6, 8 (1997–1998)
- Secret Origins vol. 2 #7, 10 (1986–1987)
- Tales of the Legion of Super-Heroes #324 (1985)
- Tales of the New Teen Titans #4 (1982)
- Teen Titans Spotlight #12 (1987)
- Underworld #1–4 (1987–1988)
- The Unexpected #220 (1982)
- The Warlord #48 (Arak, Son of Thunder insert preview) (1981)
- Weird War Tales #122, 124 (1983)
- Young Love #122 (1976)

### Eclipse Comics
- Airboy #46–49 (1989)

### Gold Key Comics
- Doctor Solar, Man of the Atom #24–26 (1968–1969)

### Harvey Comics
- Beetlejuice #1 (1991)
- Casper and ... #1, 3 (1987–1988)
- Casper Digest #1 (1986)
- Casper in Space #6–8 (1973)
- Casper Space Ship #2, 4 (1972–1973)
- Casper Strange Ghost Stories #12 (1976)
- Casper TV Showtime #1, 5 (1980)
- Casper's Ghostland #93 (1976)
- Devil Kids Starring Hot Stuff #52, 60, 81 (1971–1977)
- The Friendly Ghost, Casper #28, 37, 87, 152, 207 (1960–1979)
- Harvey Collectors Comics #2 (1975)
- Harvey Wiseguys #1–4 (1987–1989)
- Hot Stuff #3 (1992)
- Hot Stuff the Little Devil #110, 117 (1972–1973)
- Jackie Jokers #1–4 (1973)
- Little Audrey Clubhouse #1 (1961)
- Little Dot #94 (1964)
- Little Dot vol. 2 #4 (1993)
- Little Dot Dotland #41 (1969)
- Little Dot's Uncles and Aunts #42 (1972)
- Little Lotta #78–79 (1968)
- Monster in My Pocket #1 (1991)
- New Kids on the Block: Magic Summer Tour #1 (1990)
- New Kids on the Block: NKOTB #1, 6 (1990–1991)
- Playful Little Audrey #64 (1966)
- Richie Rich #9, 200, 225 (1962–1987)
- Richie Rich vol. 2 #14 (1993)
- Richie Rich & Casper #1, 8, 22, 28, 33–34, 45 (1974–1982)
- Richie Rich & His Girl Friends #5, 10 (1980–1981)
- Richie Rich and the New Kids on the Block #1 (1991)
- Richie Rich and Timmy Time #1 (1977)
- Richie Rich and ... #11 (1990)
- Richie Rich Bank Book #24 (1976)
- Richie Rich Big Book #1 (1992)
- Richie Rich Dollars and Cents #78 (1977)
- Richie Rich Gold and Silver #1, 4 (1975–1976)
- Richie Rich Inventions #1 (1977)
- Richie Rich Millions #58 (1973)
- Richie Rich Money World #1, 3, 9, 16, 31, 41, 46 (1972–1980)
- Richie Rich Profits #2 (1974)
- Richie Rich Riches #28, 30, 32 (1977)
- Richie Rich Success Stories #23 (1969)
- Richie Rich Vaults of Mystery #9 (1976)
- Richie Rich Zillionz #2, 4, 11 (1977–1978)
- Shocking Tales Digest #1 (1981)
- Spooky #91, 133 (1966–1972)
- Spooky Spooktown #26, 43 (1968–1972)
- Superichie #8 (1977)
- Ultraman #-1, #1 (1994)
- Vacation Digest Magazine #1 (1987)
- Wendy the Good Little Witch #27, 49, 59–60, 67, 76, 86, 94 (1964–1990)
- Wendy the Good Little Witch vol. 2 #12 (1993)
- Wendy Witch World #46, 52 (1972–1973)

### Malibu Comics
- Dreadstar vol. 2 #1–6 (1995–1996)

### Marvel Comics
- 2099 Unlimited #8 (1995)
- Battlestar Galactica #1–3 (1979)
- Black Widow the Coldest War GN (1990)
- Bullwinkle and Rocky #1–9 (1987–1989)
- Casper #1 (1995)
- Damage Control #1–4 (1989)
- Damage Control vol. 2 #1–4 (1989–1990)
- Damage Control vol. 3 #2–4 (1991)
- Doom 2099 #9, 16 (1993–1994)
- Star Wars: Droids #6–8 (1987)
- Epic Illustrated #1–2 (1980)
- The Flintstone Kids #1 (1987)
- John Carter, Warlord of Mars #16–17, 19–21 (1978–1979)
- Marvel Age Annual #4 (1988)
- Marvel Comics Presents #19 (1989)
- Marvel Graphic Novel : Ax (1989)
- Marvel Spring Special #1 (adaptation de Elvira, maîtresse des ténèbres) (1988)
- Marvel Comics Super Special #8 (adaptation de Battlestar Galactica); #10 (1979)
- Super-Souris #1–5, 7, 9 (1990–1991)
- Nightmask #2 (1986)
- Power Pack #53 (1990)
- Red Sonja vol. 2 #1–2 (1983)
- Savage Sword of Conan #46, 66 (1979–1981)
- CosmoCats #14, 18, 20 (1987–1988)

### Valiant Comics
- Magnus, Robot Fighter vol. 2 #7, 9, 13–16, 20 (1991–1993)
- Solar, Man of the Atom #5 (1992)